# Forêt de Marchaux
 (novembre 2010).
Si vous disposez d'ouvrages ou d'articles de référence ou si vous connaissez des sites web de qualité traitant du thème abordé ici, merci de compléter l'article en donnant les références utiles à sa vérifiabilité et en les liant à la section « Notes et références ».
La Forêt de Marchaux, située dans le département du Doubs, se trouve sur la commune de Marchaux-Chaudefontaine.

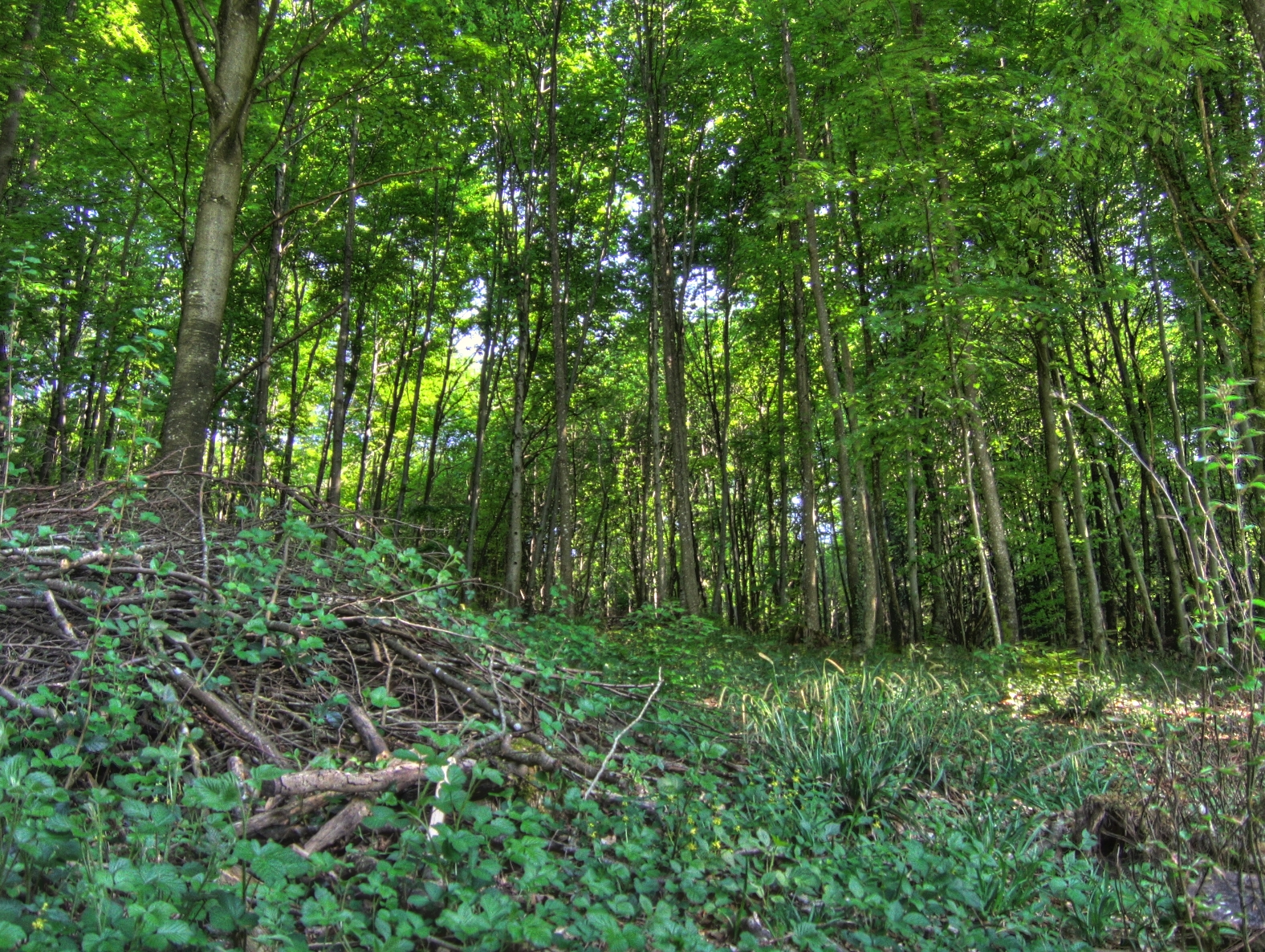